# 朝日町 (三重縣)
朝日町（日语：／ Asahi chō */?）是位於日本三重縣北部的行政區劃，面積為三重縣內最小的行政區劃；轄區位於員弁川和朝明川之間，西半側為丘陵地，東南側屬於河川的沖積平原。
由於町內面積不大，而東芝在町內設有三重工廠，使得全町居民大多與東芝工廠有關聯，因而又被稱為「東芝之町」。

## 人口
2006年至2010年期間，由於在轄內西北側的丘陵地開發了大型的住宅區，致町內人口快速增加，在2010年對比2005年的人口普查資料中，這五年的人口成長率達35.3%，為當時全日本人口成長率最高的市町村級行政區劃。
| 朝日町 (三重縣)人口分布圖 |                                                        |  |
| 朝日町 (三重縣)與日本全國年齡別人口分布比較圖 （2005年資料） | 朝日町 (三重縣)的年齡、男女別人口分布圖 （2005年資料） |  |
| ■紫色是朝日町 (三重縣) ■綠色是全国 | ■藍色是男性 ■紅色是女性                                |  |
| 朝日町 (三重縣)人口變化 \| 1970年 \| 6,800人 \| \| \| 1975年 \| 7,059人 \| \| \| 1980年 \| 6,851人 \| \| \| 1985年 \| 7,003人 \| \| \| 1990年 \| 6,744人 \| \| \| 1995年 \| 6,900人 \| \| \| 2000年 \| 6,716人 \| \| \| 2005年 \| 7,114人 \| \| \| 2010年 \| 9,626人 \| \| \| 2015年 \| 10,560人 \| \| \| 2020年 \| 11,021人 \| \| |                                                        |  |
| 資料來源：日本總務省統計中心提供之人口普查數據 |                                                        |  |
| 1970年 | 6,800人                                                |  |
| 1975年 | 7,059人                                                |  |
| 1980年 | 6,851人                                                |  |
| 1985年 | 7,003人                                                |  |
| 1990年 | 6,744人                                                |  |
| 1995年 | 6,900人                                                |  |
| 2000年 | 6,716人                                                |  |
| 2005年 | 7,114人                                                |  |
| 2010年 | 9,626人                                                |  |
| 2015年 | 10,560人                                               |  |
| 2020年 | 11,021人                                               |  |

## 歷史
現在的朝日町轄區過去在令制國時代屬於伊勢國朝明郡，在14世紀開始包括此地的伊勢國北部的地區即由眾多被統稱為北勢四十八家的小勢力豪族所掌控，光是朝日町的轄內在當時就先後建有埋繩城、柿城、小向城、繩生城多個城堡。
17世紀進入江戶時代後，大部分地區都成為桑名藩的領地，僅有最西部的繩生地區屬於忍藩；19世紀末實施廢藩置縣後，這些區域改隸屬桑名縣和忍縣，不過僅四個月即被整併至安濃津縣，安濃津縣又1872年更名為三重縣。
1889年日本實施町村制，位於此地區的繩生村、小向村、柿村、埋繩村、當新田合併為朝日村，1954年再升格改制為朝日町。

## 行政

### 歴任町長
| 屆                 | 姓名               | 上任日期           | 卸任日期           | 備註               |
| 朝日村村長（官派） | 朝日村村長（官派） | 朝日村村長（官派） | 朝日村村長（官派） | 朝日村村長（官派） |
| ------------------ | ------------------ | ------------------ | ------------------ | ------------------ |
| 1                  | 伊藤傳八郎         | 1889年4月1日       | 1897年             |                    |
| 2                  | 森佐太郎           | 1897年9月13日      | 1913年             |                    |
| 3                  | 山下岩松           | 1913年9月15日      | 1937年             |                    |
| 4                  | 荒木智憧           | 1937年2月20日      | 1944年             |                    |
| 5                  | 安達松治郎         | 1944年5月27日      | 1947年             |                    |
| 6                  | 稻垣庄一郎           | 1947年4月10日      | 1948年             |                    |
| 朝日村村長（民選） |                    |                    |                    |                    |
| 1                  | 安達誠三           | 1948年9月17日      | 1952年9月16日      |                    |
| 2                  | 安達誠三           | 1952年9月17日      | 1954年10月16日     | 朝日村改制為朝日町 |
| 朝日町町長（民選） |                    |                    |                    |                    |
| 2                  | 安達誠三           | 1954年10月17日     | 1956年9月16日      | 原朝日村村長       |
| 3                  | 安達誠三           | 1956年9月17日      | 1960年9月16日      |                    |
| 4                  | 安達誠三           | 1960年9月17日      | 1964年9月16日      |                    |
| 5                  | 安達誠三           | 1964年9月17日      | 1968年9月16日      |                    |
| 6                  | 太田清             | 1968年9月17日      | 1972年9月16日      |                    |
| 7                  | 太田清             | 1972年9月17日      | 1976年9月16日      |                    |
| 8                  | 佐藤金衛           | 1976年9月17日      | 1981年9月16日      |                    |
| 9                  | 佐藤金衛           | 1981年9月17日      | 1983年4月27日      | 任內過世           |
| 10                 | 山本久雄           | 1983年6月5日       | 1987年6月4日       |                    |
| 11                 | 山本久雄           | 1987年6月5日       | 1991年6月4日       |                    |
| 12                 | 安達誠六郎         | 1991年6月5日       | 1995年6月4日       |                    |
| 13                 | 安達誠六郎         | 1995年6月5日       | 1999年6月4日       |                    |
| 14                 | 安達誠六郎         | 1999年6月5日       | 2003年6月4日       |                    |
| 15                 | 田代兼二朗         | 2003年6月5日       | 2007年6月4日       |                    |
| 16                 | 田代兼二朗         | 2007年6月5日       | 2011年6月4日       |                    |
| 17                 | 田代兼二朗         | 2011年6月5日       | 2015年6月4日       |                    |
| 18                 | 栗田康昭           | 2015年6月5日       | 2019年6月4日       |                    |
| 19                 | 栗田康昭           | 2019年6月5日       | 現任               |                    |
| 參考資料：         |                    |                    |                    |                    |

## 交通

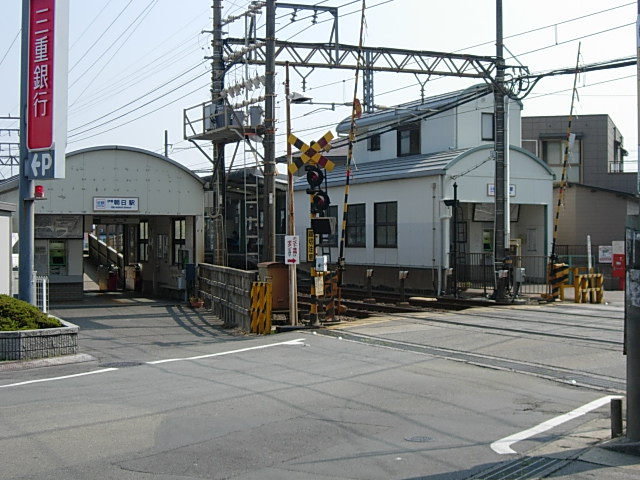
近鐵的伊勢朝日車站

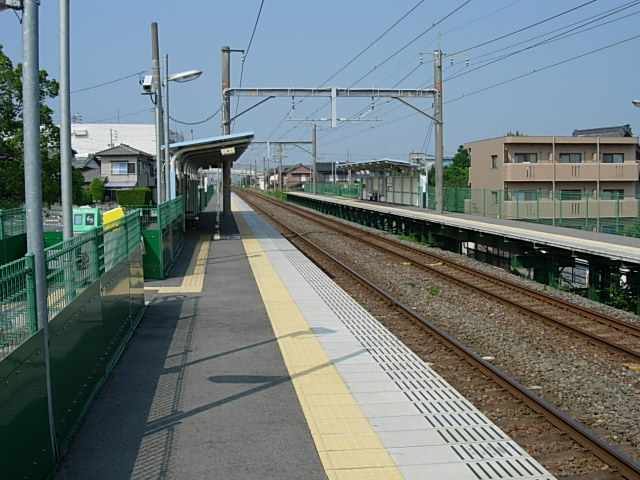
JR朝日車站

近畿日本鐵道名古屋線和東海旅客鐵道關西本線都有通過朝日町內，分別設有伊勢朝日車站和朝日車站，但由於兩個車站相距超過一公里，因此並無法直接換乘。
高速公路伊勢灣岸自動車道沿著轄區南緣通過，並在西南部與[四日市市]]交界處設有三重朝日交流道，往東可接入新東名高速公路及東海環狀自動車道並進入愛知縣東部區域，往西則可接入東名阪自動車道和新名神高速道路，再前往三重縣南部或是滋賀縣南部。
轄內的路線客運由相鄰的川越町町營的社區巴士互動巴士負責營運。

### 鐵路
- 近畿日本鐵道
  - 名古屋線：（←桑名市） - 伊勢朝日車站 - （川越町→）
- 東海旅客鐵道
  - 關西本線：（←桑名市） - 朝日車站 - （四日市市→）

### 公路
高速公路
- 伊勢灣岸自動車道：（四日市市） - 三重朝日交流道 - （川越町）

## 觀光資源

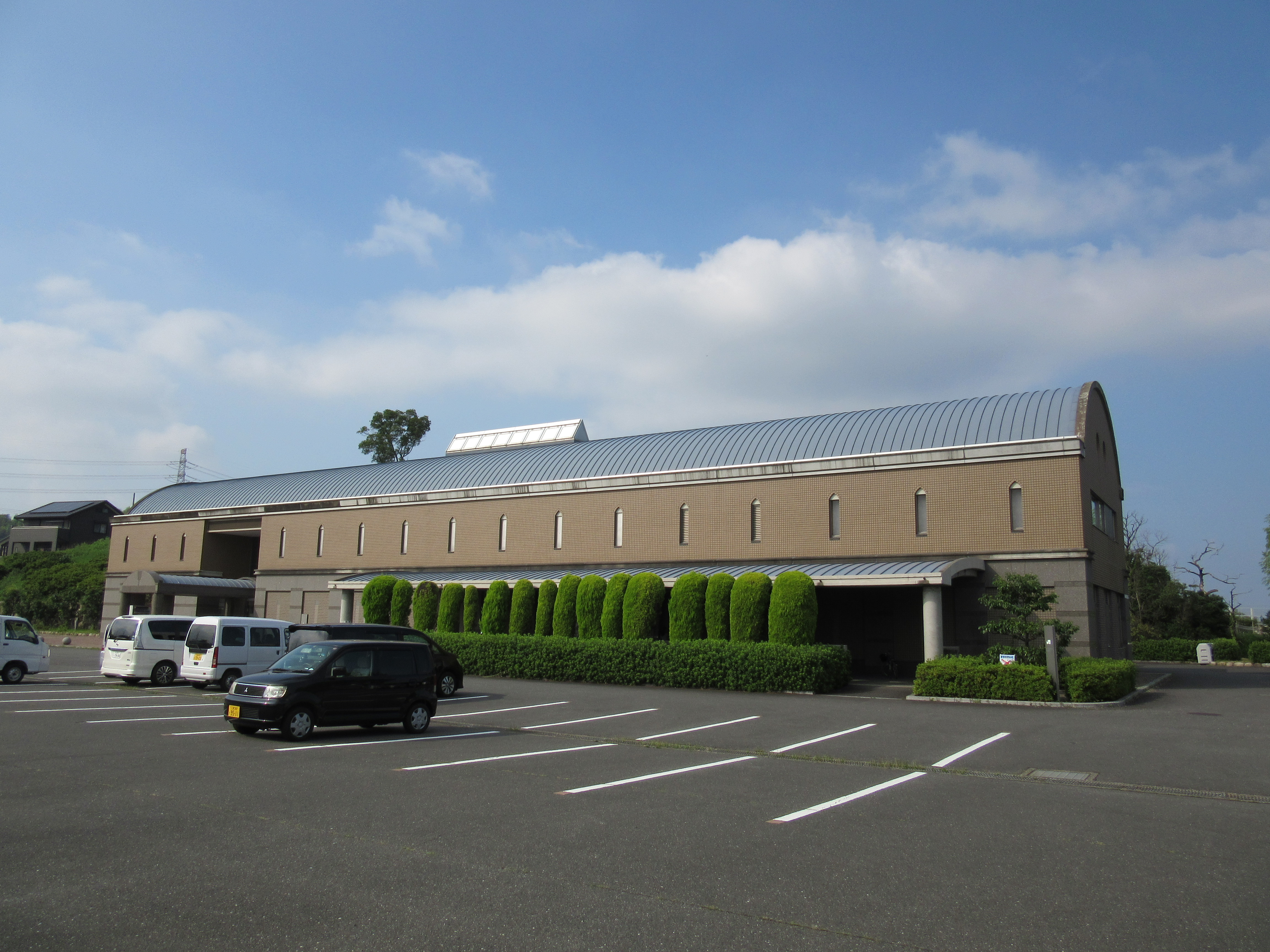
朝日町歷史博物館

町內的朝日町歴史博物館主要展出關於本地歷史及文物，同時也有過去出身自本地的國學者橘守部、陶藝家森有節之資料介紹。

## 教育
町內只有朝日町立朝日中學校及朝日町立朝日小學校兩間學校，其中朝日中學校過去在1948年至1990年期間曾經與相鄰的川越町立川越中學校合併為川越町朝日町學校組合立明和中學校，1990年兩町才決定再度拆分為兩間中學校。